# Przełom regresyjny
Przełom regresyjny, zwany też przełomem kaptażowym – przełom rzeki przez pasmo górskie powstały w wyniku erozji wstecznej źródeł rzeki bądź rzek (kaptaż). Prowadzi to do przesunięcia działu wodnego na drugą stronę pasma. W Polsce klasycznym przykładem jest przełom Lubrzanki rozdzielający Pasmo Masłowskie od Pasma Łysogórskiego w Górach Świętokrzyskich.